# یواس‌اس آفرودیته (اس‌پی-۱۳۵)
یواس‌اس آفرودیته (اس‌پی-۱۳۵) (به انگلیسی: USS Aphrodite (SP-135)) یک کشتی بود که طول آن ۳۰۲ فوت (۹۲ متر) بود. این کشتی در سال ۱۸۹۹ ساخته شد.